# 松本大学松商短期大学部
松本大学松商短期大学部（日语：／ Matsumoto Daigaku Matsushō Tanki Daigakubu *），简称松商短大（まつしょうたんだい），是一所位于日本长野县松本市的私立短期大学。前身是松商学园短期大学（日语：／ Matsushō Gakuen  Tanki Daigaku *）。

## 概要

### 简介
- 学校最早可以追溯到1898年[2]。短期大学为于1953年开办[2]、由学校法人松商学园经营。男女同校[1]。

### 历史
- 1953年 松商学园短期大学成立并同时设置商业科[2][3]。
- 1954年 第二部成立于商业科[3]。
- 1974年 商业科改名为商学科[2]。
- 1987年 商学科第二部招生最后、次年停止招生（正式停办于1989年10月12日[3]）。
- 1992年 经营信息学科成立[2]。
- 2002年 改校名为松本大学松商短期大学部[2]。

### 宪章
- 请参看松本大学松商短期大学部的标志 （日語） 2014年1月30日阅览。

## 学校环境
- 校区：在长野县松本市

## 历任校长
- 住吉广行：现在短期大学校长[4]

## 组织

### 学科
- 商学科
  - 第一部
  - 第二部[注 1]
- 经营信息学科

### 专科
| - 没有 |

### 业余课程
| - 没有 |

### 附属机关
| - 图书馆 - 前松商学园短期大学附属电脑・中心：成立于1970年 - 前松商学园短期大学总合研究所 |

## 知名校友
- 秋本奈绪美：女演员
- 堀六平：演员

## 相关链接
- 日本短期大学列表
- 松本大学